# 셀루스덤불쥐
셀루스덤불쥐(Grammomys selousi)는 쥐과에 속하는 설치류의 일종이다. 탄자니아의 토착종이다.

## 특징
작은 설치류로 꼬리 길이 60~92.5mm를 제외한 몸길이가 78~93mm이고, 발 길이는 12~16.5mm, 귀 길이는 14~18mm이다. 털은 짧다. 등 쪽은 갈색과 노란색이고 옆구리는 밝은 반면에 배 쪽은 크림색과 흰색이다.